# Кейт Уилхелм
Кейт Уилхелм (на английски: Kate Wilhelm) е американска писателка на бестселъри в жанра научна фантастика, фентъзи и трилър.

## Биография и творчество
Кейт Гертруд Мередит е родена на 8 юни 1928 г. в Толидо, Охайо, САЩ. По-късно семейството ѝ се премества в Кливланд, Канзас Сити, Мисури, и Луисвил, Кентъки. Има по-големи 2 братя и една сестра и 2 по-малки братя. Въпреки голямото семейство тя е самотна, тъй като има говорен дефект и трудно общува с другите. Отделя голямо внимание на четенето на майка си и сама се научава да чете още докато е на 4 години. Преди да постъпи в училище е лекувана от специалист и говорния дефект е преодолян, но любовта ѝ към книгите остава. Животът на семейството е труден, тъй като баща им заболява, а децата започват да работят каквото могат още от 14-годишна възраст.
Кейт се омъжва за първия си съпруг Йозеф Уилхелм след гимназията през 1947 г. Бракът им продължава 14 години до 1962 г., когато се развеждат. Имат три деца.
Кейт е запален читател, като взема по няколко книги от библиотеката и чете, докато малките ѝ деца спят. Веднъж попада на антология, за която си казва, че може сама да пише по-добре. Само за 2 дни, докато 2-годишния ѝ син спи, написва първия си разказ „The Mile-Long Spaceship“. Веднага си намира издател и той е публикуван през април 1957 г. в списание „Astounding Science Fiction“. С него тя печели награда за най-добър разказ на годината.
Със спечелените от публикацията пари тя си купува пишеща машина и започва да гледа на писателската си кариера като на работа. Освен разказите тя започва да пише и романи. Първият ѝ публикуван през 1962 г. роман е трилърът „More Bitter Than Death“.
На 23 февруари 1963 г. се омъжва за втория си съпруг Деймън Найт, автор на научна фантастика и критик, с когото се запознава още през 1950 г. Бракът им продължава до неговата смърт на 15 април 2002 г. За кратко живеят в Пенсилвания и Флорида, преди да се преместят в Орегон през 1976 г.
Обикновено Кейт пише късно вечер, когато всички спят. Тя се съсредоточава само върху творбата, която пише в настоящия момент. Почти не си съставя планове за романа, освен имената и възрастта на героите, схеми на действието и местата им в сюжета.
В своята богата творческа кариера Кейт Уилхелм е публикувала близо 50 романа, повече от 100 разказа, 2 документални книги, поеми и есета. Те са най-различни жанрове – научна фантастика, фентъзи, парапсихологичеси и магически творби, трилър, сценарии и др. Нейните произведения са преведени на над 15 езика по целия свят. Има различни адаптации за телевизията, радиото и киното. През 2003 г. е включена в Залата на славата на научната фантастика.
Кейт Уилхелм и нейния втори съпруг Деймън Найт са обучавали и са помогнали на много автори за техните първи публикации. Двамата изнасят множество лекции в университети в Южна Америка и в Азия с подкрепата на отдела по културните въпроси на Държавния департамент. Тя е голям поддръжник на местните библиотеки и съдейства с различни мероприятия за попълване на техния фонд.
В свободното си време обича да поддържа своята градина.
Кейт Уилхелм живее в Юджийн, Орегон до смъртта си на 89 години на 8 март 2018 г.

## Произведения

### Самостоятелни романи
- More Bitter Than Death (1962)
- The Mile-Long Spaceship (1963)
- The Clone (1965) – в съавторство с Теодор Томас
Клон в сб. „Гибел идва с „Клон“, изд. „Неохрон“ Пловдив и „Хермес“ Пловдив (1993), прев. Христина Минкова
- Andover and the Android (1966)
- The Nevermore Affair (1966)
- The Killer Thing (1967) – издаден и като „The Killing Thing“
- Let the Fire Fall (1969)
- The Year of the Cloud (1970) – в съавторство с Теодор Л. Томас
- Margaret and I (1971)
- City of Cain (1974)
- The Infinity Box (1975)
- Where Late the Sweet Birds Sang (1975) – награди „Хюго” и „Локус”
- The Clewiston Test (1976)
- Fault Lines (1977)
- Juniper Time (1979)
- The Winter Beach (1981)
- A Sense of Shadow (1981)
- Oh, Susannah! (1982)
- Welcome, Chaos (1983)
- Huysman's Pets (1986)
- Crazy Time (1988)
- Cambio Bay (1990)
- Naming the Flowers (1992)
- Justice for Some (1993)
- The Good Children (1998)
- The Deepest Water (2000)
- Skeletons: A Novel of Suspense (2002)
- The Price of Silence (2005)
- Death of an Artist (2012)

### Серия „Констанс и Чарли“ (Constance and Charlie)
1. The Hamlet Trap (1987)
2. The Dark Door (1988)
3. Smart House (1989)
4. Sweet, Sweet Poison (1990)
5. Seven Kinds of Death (1992)
6. A Flush of Shadows (1995)
7. The Gorgon Field (2012)
8. All For One (2012)
9. Sister Angel (2012)
10. Torch Song (2012)
11. With Thimbles, With Forks, And Hope (2012)
12. Whisper Her Name (2012)

### Серия „Барбара Холоуей“ (Barbara Holloway)
1. Death Qualified: A Mystery of Chaos (1991)
2. The Best Defense (1994)
3. For the Defense (1995) – издадена и като „Malice Prepense“
4. Defense for the Devil (1999)
5. No Defense (2000)
6. Desperate Measures (2001)
7. The Clear and Convincing Proof (2003)
8. The Unbidden Truth (2004)
9. Sleight Of Hand (2006)
10. A Wrongful Death (2007)
11. Cold Case (2008)
12. Heaven Is High (2011)
13. By Stone By Blade By Fire (2012)
14. Mirror, Mirror (2017)

### Новели
- The Fullness of Time (2013)

### Разкази
- The Mile-Long Spaceship (1957)
- The Last Days of the Captain (1962)
- The Man Without a Planet (1962)
- A Time to Keep (1962)
- Jenny with Wings (1963)
- Baby, You Were Great (1967)
- Countdown (1968)
- The Planners (1968) – награда „Небюла“
- The Hounds (1969)
- April Fool's Day Forever (1970)
- A Cold Night Dark With Snow (1970)
- The Encounter (1970)
- The Infinity Box [(1971)
- The Plastic Abyss (1971)
- The Funeral (1972)
- A Brother to Dragons, a Companion of Owls (1974)
- Where Late the Sweet Birds Sang (1974) – награда „Хюго”
- The Winter Beach (1981)
- With Thimbles, with Forks and Hope (1981)
- Sister Angel (1983)
- The Dragon Seed (1985)
- The Gorgon Field (1985)
- World Fantasy (nominee)
- The Girl Who Fell into the Sky (1986) – награда „Небюла“
- Forever Yours, Anna (1987) – награда „Небюла“
- And the Angels Sing (1990)
- The Day of the Sharks (1992)
- Naming the Flowers (1993)
- I Know What You're Thinking (1994)
- All for One (1995)
- Torch Song (1995)
- Forget Luck (1996)
- Merry Widow (1996)

### Сборници
- The Downstairs Room (1968)
- Abyss: Two Novellas (1971)
- Somerset Dreams: And other fictions (1978)
- Better than One (1980) – в съавторство с Деймън Найт
- Listen, Listen (1981)
- Children of the Wind (1989)
- And the Angels Sing (1992)
- Fear Is A Cold Black: And Other Stories (2010)
- The Bird Cage (2012)
- Music Makers (2012)

### Документалистика
- The Hills Are Dancing (1986) – в съавторство с Ричард Уилхелм
- Storyteller (2005)

### Филмография
- 1990 The Lookalike – ТВ филм, по разказа
- 1965 Out of the Unknown – ТВ сериал, сценарий